# Harry Wilson (Leichtathlet, 1909)
Harry Wilson (eigentlich Harold Wilson; * 5. Januar 1909; Todesjahr unbekannt) war ein australischer Kugelstoßer und Diskuswerfer.
Bei den British Empire Games 1938 in Sydney wurde er mit 40,59 m Vierter im Diskuswurf und mit 13,19 m Fünfter im Kugelstoßen.
In beiden Disziplinen wurde er 1936 Australischer Meister.